# 卢于逑
卢于逑（1926年9月—2022年2月19日），中国钢铁材料专家。浙江鄞县（今宁波）人。

## 简历
1949年，加入中国共产党。
1951年，毕业于北洋大学（今天津大学）冶金系。
1957年，获得苏联第聂伯苏联全国钢管研究所技术科学副博士学位。
先后担任北京钢铁学院（今北京科技大学）副教授、教授、压力加工系系主任。
是中国金属学会轧钢学会首届副理事长，曾任《钢管》杂志编辑委员会委员。
在斜轧穿孔、斜轧延伸、钢管连轧等多种钢铁生产工艺的研究中有创获。

## 著述
- 《二辊斜轧穿孔中金属的变形分布》
- 《减径减壁二次穿孔工艺》。